# Larus canus

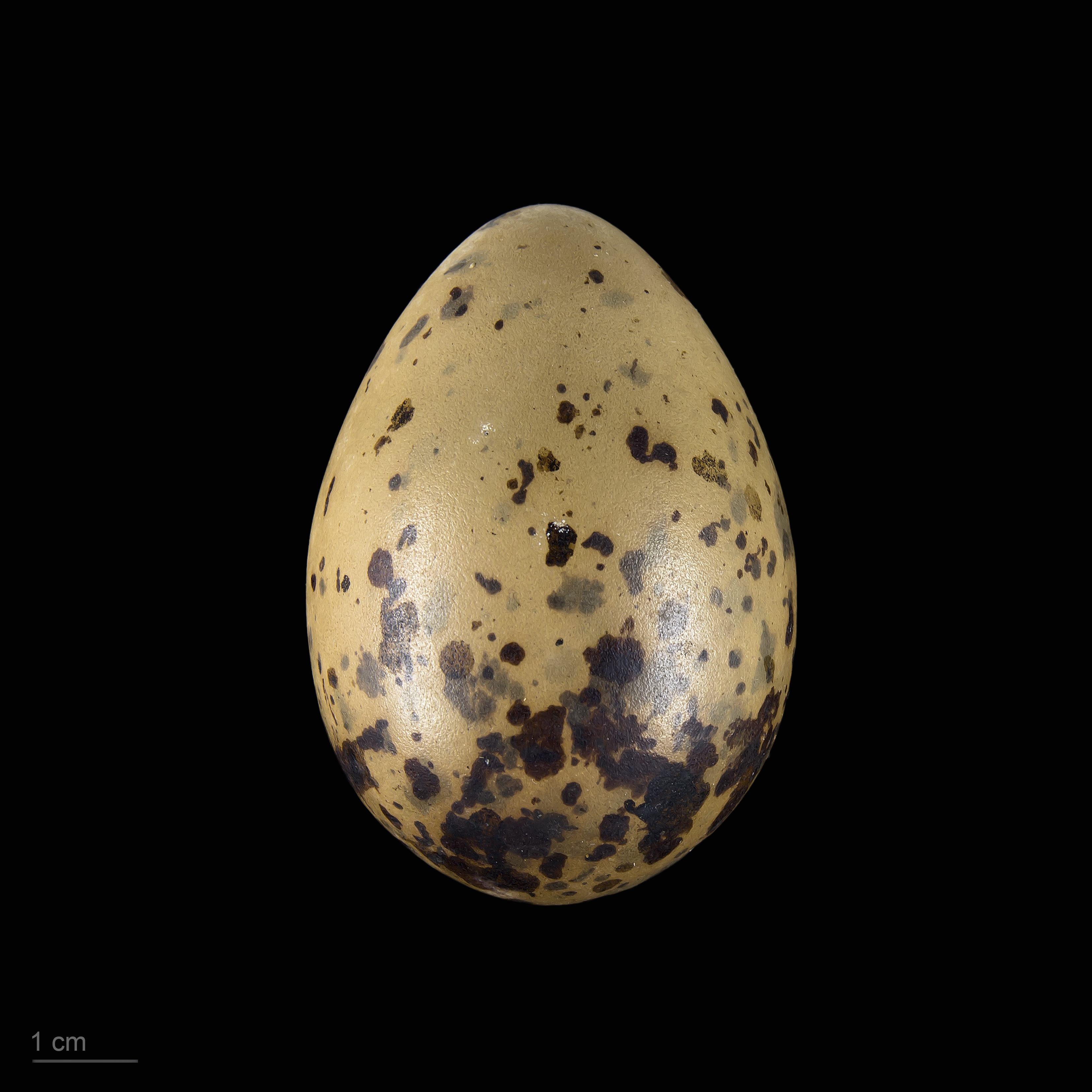
Larus canus canus - MHNT

La gaviota cana (Larus canus) es una especie de ave Charadriiforme de la familia Laridae. Comparada con otras gaviotas, tiene un pico bastante delgado, que le da a la cabeza un aspecto pulcro y redondeado. Suele adentrarse en el interior, alimentándose en el suelo de gusanos, insectos, ratones, bayas y granos caídos de cereales. Busca alimento en aguas poco profundas. Anida en colonias, en la costa o en el interior, y algunas veces en páramos o prados lejos del agua.

## Subespecies
Se conocen cuatro subespecies de gaviota cana:
- Larus canus brachyrhynchus Richardson,1831
- Larus canus canus Linnaeus 1758
- Larus canus heinei Homeyer 1853
- Larus canus kamtschatschensis Bonaparte, 1857